# Tečný prostor
Matematický pojem tečný prostor variety v daném bodě značí množinu všech jejích tečných vektorů "vázaných" v tomto bodě, viz Obr. 1. Na každém tečném prostoru je přirozeným způsobem dána struktura vektorového prostoru; odtud tedy označení tečný prostor. 

Obr. 1: Intuitivní geometrická představa tečného prostoru koule

## Definice
Pokud {\displaystyle M} je hladká varieta a {\displaystyle {\mathcal {F}}(M)} značí množinu všech hladkých funkcí definovaných na {\displaystyle M}, pak tečným prostorem {\displaystyle T_{x}{}M} variety {\displaystyle M} v bodě {\displaystyle x\in {}M} nazveme množinu všech funkcionálů {\displaystyle W:{\mathcal {F}}(M)\rightarrow \mathbb {R} } splňujících:
1. {\displaystyle W(\alpha {}f+\beta {}g)=\alpha \,W(f)+\beta \,W(g),\quad {}W\in \alpha ,\beta \in \mathbb {R} }, {\displaystyle f,g\in {\mathcal {F}}(M)}
2. {\displaystyle W(fg)=f(x)\,W(g)+g(x)\,W(f),\quad {}f,g\in {\mathcal {F}}(M)}

Každý prvek {\displaystyle T_{x}{}M} nazveme tečným vektorem {\displaystyle M} v bodě {\displaystyle x}.

## Vlastnosti

### Lineární struktura
Definujeme-li na {\displaystyle T_{x}{}M} sčítání dvou prvků {\displaystyle W,X\in {}T_{x}{}M},
{\displaystyle (W+X)(f):=W(f)+X(f),\quad {}f\in {\mathcal {F}}(M)}
tvoří {\displaystyle T_{x}{}M} vektorový prostor. Navíc lze za pomocí vlastností 1 a 2 definice ukázat, že je konečněrozměrný a jeho dimenze je rovna dimenzi variety {\displaystyle M}.

### Tečný vektor v lokálních souřadnicích
Pokud máme na varietě {\displaystyle M} lokální systém souřadnic {\displaystyle ({\mathcal {O}},y^{i})}, {\displaystyle x\in {\mathcal {O}}}, můžeme tečný vektor {\displaystyle W\in {}T_{x}{}M} rozvinout v bázi souřadnicových vektorových polí {\displaystyle \left(\partial /\partial {}y^{i}\right)_{i=1}^{\mathrm {dim} M}}:
{\displaystyle W=\sum _{i=1}^{\mathrm {dim} M}W(y^{i}){\frac {\partial }{\partial {}y^{i}}}|_{x}}

## Příklad

Obr.2: Tečný vektor křivky v bodě

Jestliže {\displaystyle \gamma (t):I\rightarrow {}M} ({\displaystyle I} je otevřený interval v {\displaystyle \mathbb {R} }) je hladká křivka na varietě {\displaystyle M} procházející bodem {\displaystyle x\in {}M} v {\displaystyle t=0}, je zobrazení
{\displaystyle v:f\mapsto {}{\frac {\mathrm {d} }{\mathrm {d} t}}(f\circ \gamma )|_{t=0},\quad {}f\in {\mathcal {F}}(M),}
tečným vektorem variety {\displaystyle M} v bodě {\displaystyle x} a současně tečným vektorem křivky {\displaystyle \gamma (t)} v {\displaystyle x}.